# Скоропанов, Степан Гордеевич
Степа́н Гордее́вич Скоропа́нов (Бел. Скарапа́наў Сцяпа́н Гардзее́віч; 26 октября (7 ноября)1910, Ботвиново, Могилёвская губерния, Российская империя — 11 июня 1999, Минск, Белоруссия)-академик Национальной академии наук Беларуси, учёный в области земледелия и мелиорации. Академик Академии сельскохозяйственных наук БССР (1959—1961), академик ВАСХНИЛ. Доктор сельскохозяйственных наук (1961), профессор (1962). Дядя председателя Президиума НАН Беларуси — Гусакова Владимира Григорьевича. Кавалер двух Орденов Ленина (1966, 1971). Участник Великой Отечественной войны.

## Биография
Родился (26 октября) 7 ноября 1910 года в деревне Ботвиново Рогачёвского уезда Могилёвской губернии в крестьянской семье. Отец Гордей Даниилович Скоропанов владел двумя гектарми земли, мать Федора Ивановна Скоропанова вела крестьянское хозяйство. С 16 лет работал на Гомельском кирпичном заводе. С 1929 года Степан Скоропанов стал председателем Меркуловичского сельсовета Гомельской области. Его каденция в качестве председателя сельсовета ознаменовалась: началом коллективизации и закрытие Меркуловичской церкви Воскресенья Христова. В 1931 году поступает в Белорусский сельскохозяйственный институт на агрономический факультет (ныне Белорусская сельскохозяйственная академия). После окончания Белорусской сельскохозяйственной академии в 1936 году остался в аспирантуре на кафедре земледелия. Член ВКП(б) с 1938 года (партбилет № 2829624).
В сентябре 1939года за три месяца до окончания аспирантуры, Степан Гордеевич был призван военную службу в ряды РККА.  Ему довелось провести семь лет в армейском строю, пройдя путь от солдата до подполковника. Во время отпуска прибыл в Горки, где на ученом совете института успешно окончил аспирантуру(научный руководитель )
С началом Великой Отечественной войны на передовой. В действующей армии с октября 1941 года. Фронтовыми путями Скоропанов прошёл от Москвы до Берлина, имел два ранения и тяжёлую контузию. За проявленное мужество награждён боевыми наградами: орденом Красного Знамени, Красной Звездой, Отечественной войны 1 степени и медалями "За оборону Москвы", "За оборону Ленинграда", "За освобождение Варшавы", "За взятие Берлина", "За победу над Германией". В возрасте 34 лет С. Г. Скоропанов стал подполковником, являлся начальником политотдела 184 гаубичной-артиллерийской бригады. До августа 1946 года он находился в составе Группы советских войск в Германии. Ему довелось лично познакомиться с выдающимися военными деятелями -  Г. К. Жуковым и К. Е. Ворошиловым. После демобилизации из рядов Советской Армии был направлен на работу в Совет по изучению производственных сил АН СССР в качестве научного сотрудника Арало-Каспийской экспедиции.С сентября 1948 по 1950 года- директор Института мелиорации,водного и болотного хозяйства АН БССР. В 1950 г. - избран членом-корреспондентом АН БССР и решением бюро ЦК Компартии Беларуси утверждён заместителем начальника Управления сельскохозяйственной науки Министерства сельского хозяйства БССР.В 1952-1959 годах снова был переведён на прежнюю должность - директор Института мелиорации,водного и болотного хозяйства АН БССР. Под его руководством были проведены фундаментальные исследования по повышению плодородия земли, улучшению лугов и пастбищ, освоению болот и заболоченных земель, вовлечению их в сельскохозяйственный оборот; изучены физико-химические и гидрологические свойства торфяных почв; обоснованы нормы и методы осушения почв и увлажнения осушаемых земель; начато изучения водного стока рек и бассейнов Полесской зоны республики. Была создана Полесская болотная станция и ряд стационаров, действующих до настоящего времени.В начале 1959 г. была создана Академия сельскохозяйственных наук БССР, куда перешли институты сельскохозяйственного профиля. Скоропанова избирают академиком-секретарем Отделения мелиорации и лесного хозяйства Академии сельскохозяйственных наук БССР. Просуществовав всего два года, Академия сельскохозяйственных наук БССР распускается, и входящие в неё институты становятся отраслевыми институтами при Министерстве сельского хозяйства БССР.
В 1961 году Скоропанова назначают первым заместителем министра сельского хозяйства БССР. В этом же году он блестяще защитил докторскую диссертацию и избран академиком АН БССР. Помимо проблем мелиорации он профессионально рассматривал многие вопросы экономики, земледелия, животноводства и экологии.С 06.12.1961–04.08.1972 - министр сельского хозяйства БССР. За это время валовая продукция сельского хозяйства возросла в 1.4 раза, производство зерна более чем удвоилось, а урожайность зерновых культур повысилась от 8.3 центнера с гектара в 1961 году до 21.4 в 1971 году.
В 1963-1975 годах депутат Верховного Совета БССР. В 1964-1977 годах член Президиума АН БССР. С 1972 года академик-секретарь Западного отделения ВАСХНИЛ (Москва), С 1976 года  академик-секретарь Отделения земледелия и химизации ВАСХНИЛ. В 1979 года заведующий лабораторией Белорусского НИИ мелиорации и водного хозяйства.В 1988 года  советник при директоре Белорусского научно-исследовательского института мелиорации и водного хозяйства, с 1992 года член президиума Академии аграрных наук Республики Беларусь.

## Характеристика научной деятельности
Основные научные исследования посвящены изучению особенностей обработки торфяно-болотных почв, проблемам борьбы с засоренностью, роли многолетних трав на этих почвах, вопросам преобразования Полесской низменности, гидротехнической мелиорации земель, известкования кислых почв, рационального использования возрастающего фонда минеральных удобрений. Под его руководством в республике Беларусь создана необходимая материально-техническая база для научных и учебных заведений с.-х. профиля. Труды по проблемам общего земледелия, мелиорации и луговодству. Исследовал технологические основы и практические приемы освоения и использования торфяных почв, выдвинул концепцию мелиорации земель и охраны окружающей среды, разработал теорию и практику расширенного воспроизводства плодородия почв, исследовал социально-экологические последствия интенсификации земледелия.
Автор более 650 научных и научно-популярных трудов, в т. ч. 15 монографий. в том числе одна монография в Иерусалиме.  Под его руководством выполнено и защищено 48 диссертаций, в том числе 12 докторских.

## Семья
Жена — Дарья Федоровна — москвичка, по специальности врач, заслуженный работник здравоохранения Беларуси, участница Великой Отечественной войны, майор медицинской службы.
Воспитывали троих детей: дочь и двух сыновей, которые подарили им четырёх внуков, а те, в свою очередь, восемь правнуков.
Дочь — Ирина, литературовед, филолог, профессор Белорусского университета.
Сын — Юрий, окончив 41 школу г. Минск с золотой медалью, решил стать физиком. Вел постоянную учебную деятельность, получил четыре высших образования, возглавлял отдел в Академии наук.
Сын — Александр, получил серебряную медаль и посвятил свою жизнь изучению химии, будучи кандидатом наук, так же возглавлял отдел в Национальной академии наук Беларуси. 18.10.1949 г. — 03.01.1990 г.
Внуки продолжили путь науки. Интересный факт мужских имен. Даниил Степанович (дед) — Гордей Даниилович (отец) — Степан Гордеевич — Александр Степанович (сын) — Степан Александрович (внук) — Даниил Степанович (правнук).
Племянник — Владимир Григорьевич Гусаков (род. 1953) — белорусский учёный-экономист, аграрник. Учёный в области аграрной экономики, Председатель Президиума Национальной академии наук Беларуси, доктор экономических наук (1994), профессор (1998). Заслуженный деятель науки Республики Беларусь, Почетный доктор Белорусской государственной сельскохозяйственной академии, академик Российской академии сельскохозяйственных наук, академик Украинской академии аграрных наук, академик Академии сельскохозяйственных наук Республики Казахстан.

## Награды
За героизм на фронте и самоотверженный труд в мирное время Степан Гордеевич Скоропанов награждён двумя орденами Ленина (1963, 1971), орденами Октябрьской революции (1973) и Красного Знамени (1941), двумя орденами Отечественной войны І степени (1945, 1985), орденами Красной Звезды (1944), Дружбы народов (1980), «Знак Почета» (1958), семнадцатью медалями, в том числе медалью Франциска Скорины (1995), золотой медалью ВАСХНИЛ им. В. И. Вильямса (1974), медалью Академии сельскохозяйственных наук ГДР им. Э. Бауэра (1975), медалью Польской АН им. М. Ощаповского (1995), двенадцатью медалями ВДНХ СССР (в т. ч. четырьмя золотыми и одной серебряной).

## Основные труды
1. Осушение и сельскохозяйственное освоение болот в Белоруссии. 2 изд. М., 1956 (совм. с А. Ф. Печкуровым, Б. Б. Бельским).
2. Освоение и использование торфяно-болотных почв. Мн., 1961.
3. Мелиорация земель и охрана окружающей среды. Мн., 1982 (совм. с В. Ф. Карловским, В. С. Брезгуновым).
4. Расширенное воспроизводство плодородия торфяных почв. М., 1987 (совм. с В. С. Брезгуновым, Н. В. Акуликом).
5. Избранные труды. Мн.: Беларуская навука, 2010.